# Лентулов, Аристарх Васильевич
Ариста́рх Васи́льевич Ленту́лов (14 [26] марта 1882, Новая Пятина, Пензенская губерния — 15 апреля 1943[…], Москва) — русский и советский художник, живописец, сценограф. Один из родоначальников русского авангарда.

## Биография

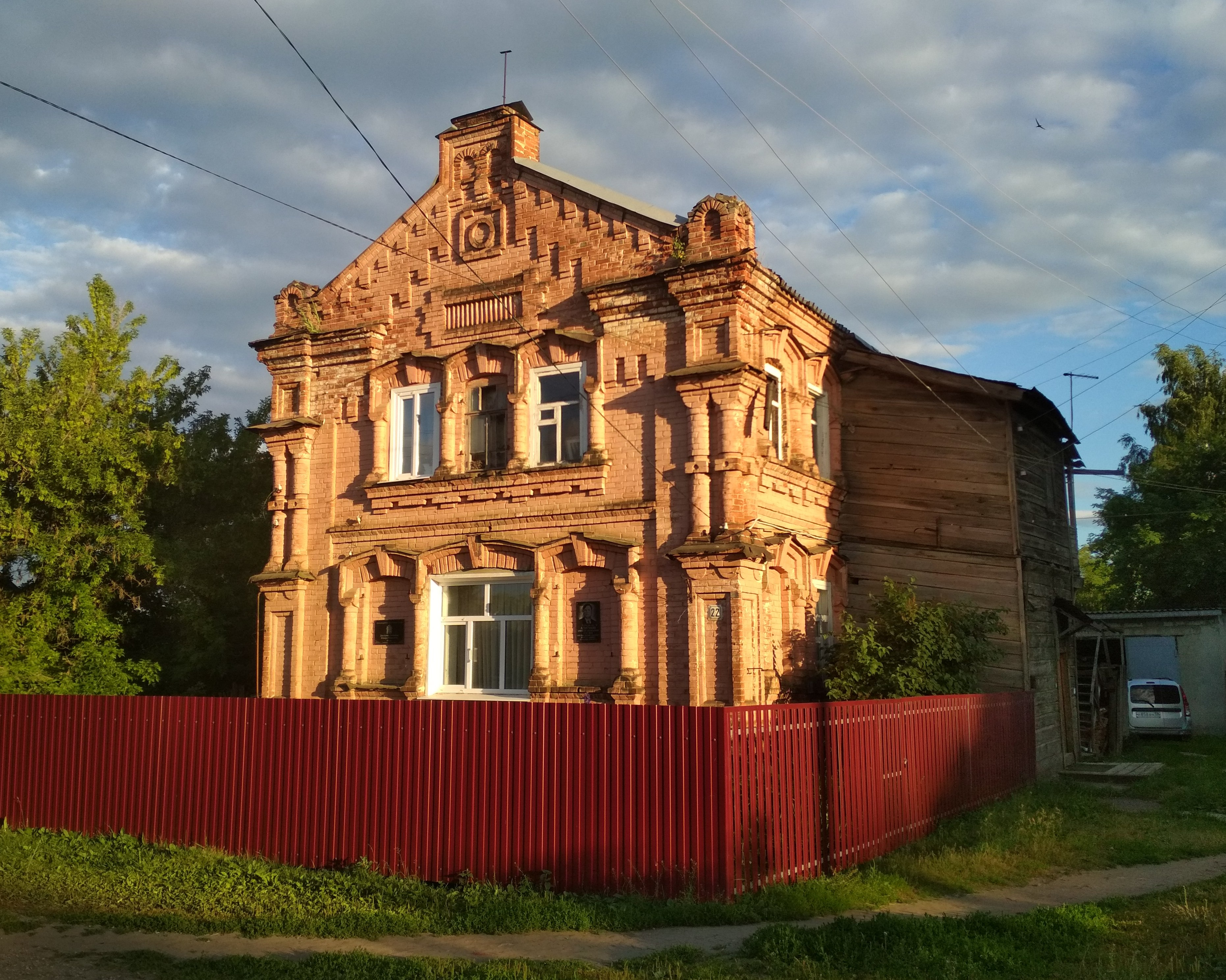
Дом Лентулова в г. Нижний Ломов Пензенской области

Родился в селе Чёрная Пятина (по другим данным — в селе Ворона или Воронье) Нижнеломовского уезда Пензенской губернии (ныне — в Нижнеломовском районе Пензенской области) в семье сельского священника Василия Григорьевича Лентулова (1853—до 1917) и его жены Анны Степановны, урожд. Тихомировой (1851—после 1918).
Образование:
- Пензенское художественное училище (1898—1900 и 1905),
- Киевское художественное училище у Николая Корнильевича Пимоненко (1900—1904),
- студия Дмитрия Николаевича Кардовского в Петербурге (1906—1907).

Самостоятельно работал и учился в студиях у Анри Ле Фоконье, Жана Метценже, в частной академии де Ла Палетт (англ.) (Париж, 1911)
. Тогда же работал в Италии.
Участник многих авангардных выставок.
В 1917—1919 годах — один из лидеров художественной группы «Венок—Стефанос». В 1910—1916 — член-учредитель объединения «Бубновый валет». В 1926—1927 годах — член Ассоциации художников революционной России. В 1928—1932 годах — организатор и председатель Общества московских художников, куда вошли многие участники группы «Бубновый валет».
В 1925 году принял участие в Международной выставке современных декоративных и промышленных искусств в Париже, на которой получил диплом за декорации к спектаклю «Демон».
Преподавал: с 1919 года — профессор ВХУТЕМАС-ВХУТЕИН, сотрудничал с Институтом художественной культуры. С 1937 года — профессор Московского художественного института имени В. И. Сурикова.
В течение всей жизни работал и как художник театра: оформляет спектакли в Камерном театре («Виндзорские проказницы» Уильяма Шекспира, 1916), Большом театре («Прометей» Александра Николаевича Скрябина, 1919, «Миллионы Арлекина» Рикардо Дриго) и других.
В 1933 году в Москве с успехом прошла персональная выставка Лентулова, посвящённая 25-летию художественной деятельности.
В 1941—1942 годах Аристарх Васильевич жил и работал в эвакуации в Ульяновске, создал серию акварелей, картину «На страже», портреты, оформил спектакль «Со всяким может случиться» Бориса Сергеевича Ромашова в Ульяновском драматическом театре.
Адрес в Москве — Большой Козихинский переулок, 27, стр. 2.
В 1942 году перенёс тяжёлую операцию и скончался 15 апреля 1943 года в Москве. Похоронен на Ваганьковском кладбище (21 уч.).

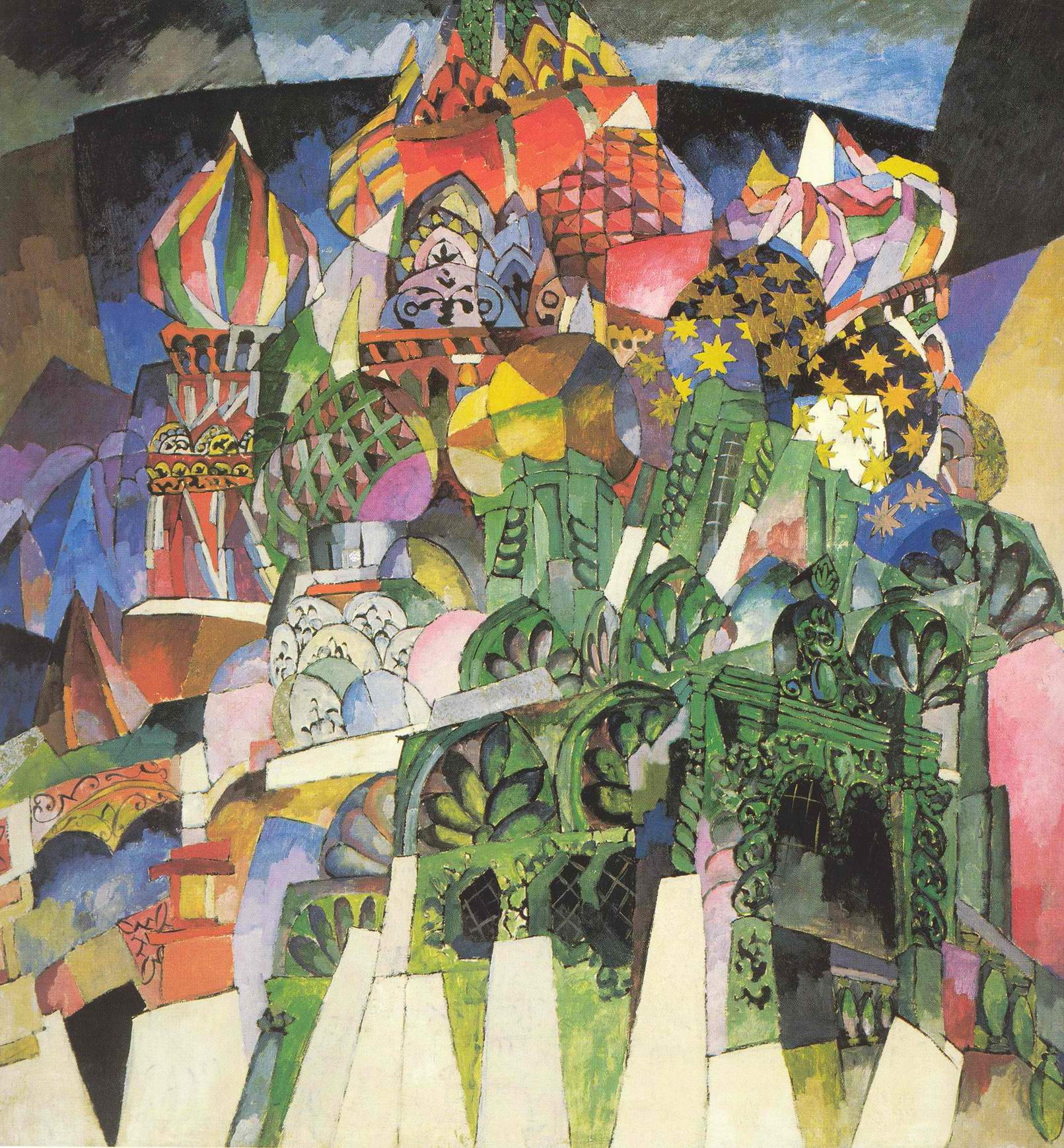
Василий Блаженный, 1913

## Семья
- Жена — (1908) Мария Петровна Рукина (1885—1967), дочь нижегородского купца первой гильдии[10], внучка (по материнской линии) Якова Степановича Чернонёбова (1841—1913), купца первой гильдии, гласного Нижегородской Думы[8]. Похоронена вместе с мужем на Ваганьковском кладбище.
  - Дочь — Марианна (1913—2001), искусствовед, историк искусства, писатель.
- Сын от гражданского брака с художницей Зинаидой Аполлоновной Байковой[8][11] — Аполлон Владимирович Ячницкий, актёр немого кино и Московского театра сатиры.[12]

## Известные ученики
- Белютин, Элий Михайлович
- Лабас, Александр Аркадьевич
- Тутеволь, Клавдия Александровна

## Работы находятся в собраниях
- Государственная Третьяковская галерея, Москва.
- Государственный Русский музей, Санкт-Петербург.
- Коллекция Дома-музея Максимилиана Волошина, Коктебель.
- Пензенская областная картинная галерея имени К. А. Савицкого, Пенза.
- Самарский областной художественный музей, Самара.
- Музей Людвига, Кёльн.
- Национальная галерея в Праге, Прага

## Работы
- «Купальщицы на Суре», 1909, Пензенская областная картинная галерея имени К. А. Савицкого;
- «Автопортрет в красном», 1908, ГРМ;
- «Аллегорическое изображение Отечественной войны 1812 года», 1912, Собрание П. О. Авена;
- «Синий кувшин и фрукты», 1913, ГТГ;
- «Самовар. Натюрморт», 1913, ГРМ;
- «Василий Блаженный», 1913, ГТГ;
- «Астры», 1913, ГТГ;
- «Кисловодский пейзаж со створками дверей в центре (Пейзаж с воротами)», 1913, ГТГ;
- «Церковь в Кисловодске», 1913, Пермская государственная художественная галерея;
- «Москва», 1913, ГТГ;
- «Победный бой (военное панно)», 1914, Собрание П. О. Авена;
- «Звон», 1915, ГТГ;
- «Нижний Новгород», 1915, ГТГ;
- «Автопортрет», 1915, ГТГ;
- «У Иверской», 1916, ГТГ;
- «Портрет неизвестной в голубом платье», 1916;
- «Кипарисы (Замок в Алупке)», 1916, ГТГ;
- «Пейзаж с красным домом», 1917;
- «Башни Ново-Иерусалимского монастыря (Церкви Нового Иерусалима)», 1917, ГРМ;
- «Монастырь. Архиерейский дворик в Новом Иерусалиме», 1917, ГРМ;
- «Ворота с башней. Новый Иерусалим», 1917, ГТГ;
- «Тверской бульвар. Страстной монастырь», 1917, ГТГ;
- «Женщины и фрукты», 1917, Рязанский областной художественный музей;
- «Женский портрет (Портрет актрисы О. В. Гзовской)», 1918, Пензенская областная картинная галерея имени К. А. Савицкого;
- «Пейзаж с красным домом», 1918, ГРМ;
- «Автопортрет со скрипкой»;
- «У Черниговской», 1919—1920, ПЗИАХМЗ;
- Портрет А. Я. Таирова. 1920;
- «Крекинг нефтеперегонного завода», 1931, ГТГ;
- «Ночь на Патриарших прудах», 1928, ГТГ;
- «Страстная площадь ночью», 1928, ГРМ
- «Закат на Волге», 1928;
- «Солнце над крышами. Восход», 1928;
- «Овощи», 1933, ГТГ
- «Строительство метро на Лубянской площади», 1936, ГТГ;

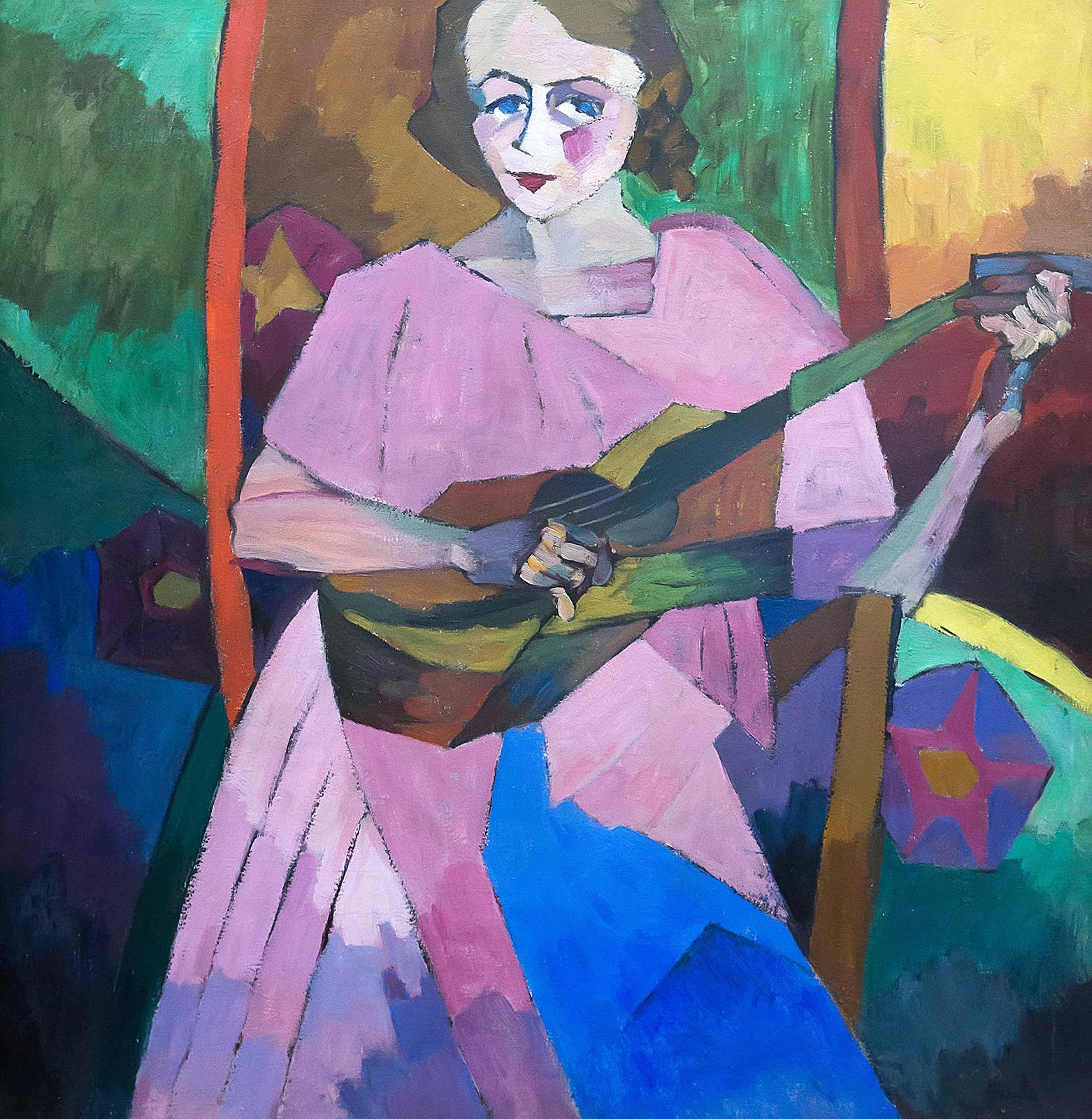
Женщина с гитарой (1913)
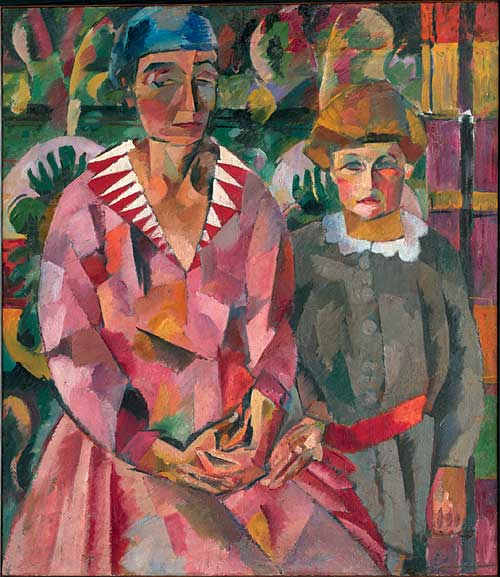
Портрет жены и дочери
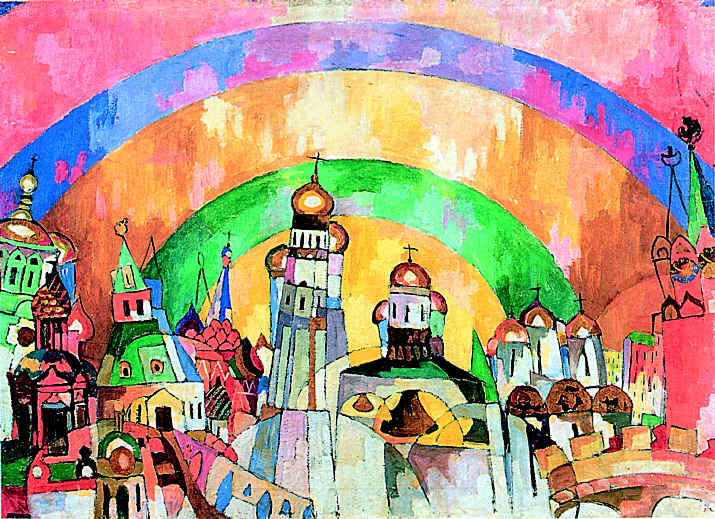
Небозвон

## Память
- Улица Лентулова в Москве.
- Улица Лентулова в г. Нижний Ломов Пензенской обл.
- В Нижнем Ломове сохранился дом, где жил Лентулов. На фасаде установлена памятная доска.
- В 2021 году Почта России выпустила квартблок, частью которого была марка, на которой изображена картина «Небозвон. Декоративная Москва».

Памятная доска на доме в г. Нижний Ломов Пензенской области, где проживал Лентулов.
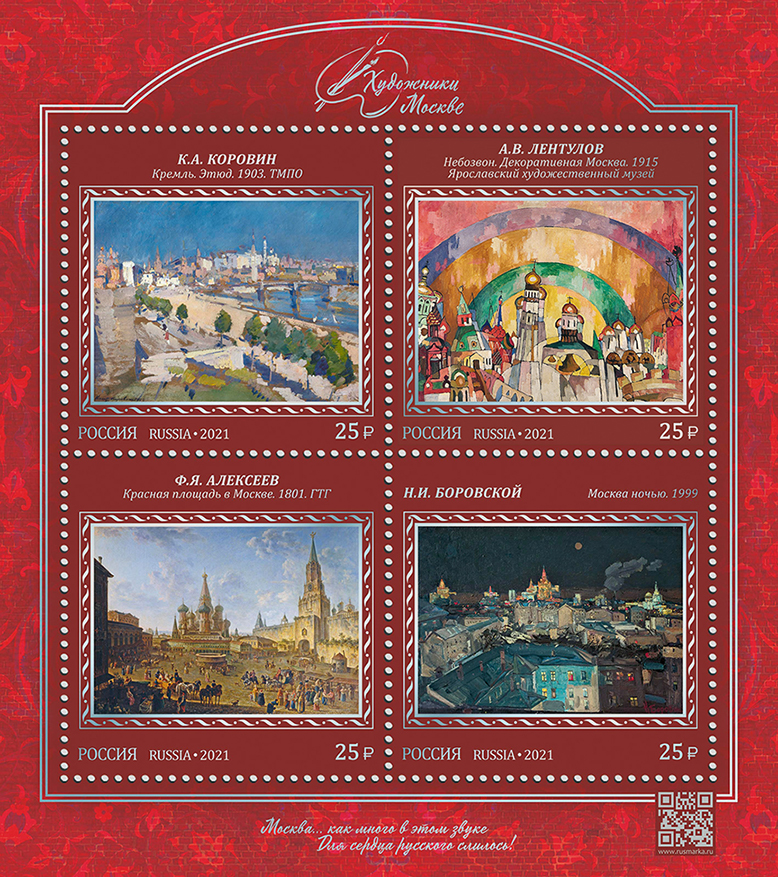
Квартблок Почты России, 2021 год
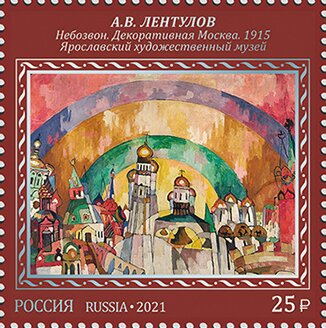
Картина А. В. Лентулова «Небозвон. Декоративная Москва» на марке Почты России, 2021 год